# America's Next Top Model (quindicesima edizione)
La quindicesima stagione di America's Next Top Model è andata in onda su canale The CW dall'8 settembre al 1º dicembre 2010, con la colonna sonora California Gurls di Katy Perry; destinazione internazionale per le prime sei classificate sono state Venezia, Milano, Verona e Como, Italia.
La vincitrice è stata la diciannovenne Ann Ward di Dallas, Texas, la quale ha sbaragliato le altre pretendenti non solo con la sua notevole altezza (188 cm), ma anche con la sua trasformazione da ragazza nerd a raffinata modella (un po' come successe per Shandi Sullivan nella seconda stagione); i premi da lei guadagnati sono stati un contratto da 100000 $ con il marchio di cosmetici CoverGirl, un contratto con la IMG Models e un servizio con copertina su Vogue Italia.

## Concorrenti
| Concorrenti               | Età1 | Città di provenienza  | Altezza | Posizione                                                    |
| ------------------------- | ---- | --------------------- | ------- | ------------------------------------------------------------ |
| Anamaria Mirdita          | 19   | Queens, New York      | 178 cm  | Eliminata nell'episodio 2                                    |
| Terra White               | 24   | Arlington, Texas      | 174 cm  | Eliminata al di fuori del giudizio in studio nell'episodio 3 |
| Sara Blackamore           | 21   | Menifee, California   | 178 cm  | Eliminata nell'episodio 3                                    |
| Rhianna Atwood            | 20   | San Diego, California | 187 cm  | Eliminata nell'episodio 4                                    |
| Alexandra "Lexie" Tomchek | 18   | Geneva, Illinois      | 183 cm  | Eliminata nell'episodio 5                                    |
| Kacey Leggett             | 20   | Palmdale, California  | 175 cm  | Eliminata nell'episodio 6                                    |
| Kendal Brown              | 23   | Northport, Alabama    | 180 cm  | Eliminata nell'episodio 7                                    |
| Esther Petrack            | 18   | Boston, Massachusetts | 175 cm  | Eliminata nell'episodio 8                                    |
| Elizabeth "Liz" Williams  | 21   | Arlington, Texas      | 178 cm  | Eliminata nell'episodio 9                                    |
| Christine "Chris" White   | 20   | Arlington, Texas      | 179 cm  | Eliminata nell'episodio 10                                   |
| Kayla Ferrell             | 19   | Rockford, Illinois    | 175 cm  | Eliminate nell'episodio 11                                   |
| Jane Randall              | 19   | Baltimora, Maryland   | 175 cm  | Eliminate nell'episodio 11                                   |
| Chelsey Hersley           | 22   | Boise, Idaho          | 180 cm  | Seconda classificata                                         |
| Ann Ward                  | 19   | Dallas, Texas         | 188 cm  | Vincitrice                                                   |

 1 L'età delle concorrenti si riferisce all'anno della messa in onda del programma

## Makeover
- Ann: Extension
- Chelsey: Capelli tinti color biondo platino
- Chris: Treccine rimosse
- Esther: Capelli tinti color cioccolato
- Jane: Capelli tinti color biondo scuro ed extensions
- Kacey: Stiratura
- Kayla: Taglio altezza spalle anni Settanta e tintura color rosso fuoco
- Kendal: Extension
- Lexie: Volume e tinta di un biondo più scuro
- Liz: Taglio molto corto
- Rhianna: Extension
- Sara: Capelli tinti color cioccolato e schiarimento sopracciglia
- Terra: Taglio molto corto con ciuffo in stile Rihanna

## Ordine d'eliminazione
| Order | Episodi  | Episodi  | Episodi | Episodi | Episodi | Episodi | Episodi | Episodi | Episodi | Episodi | Episodi | Episodi | Episodi |  |
| Order | 1        | 2        | 3       | 4       | 5       | 6       | 7       | 8       | 9       | 10      | 11      | 13      |         |  |
| ----- | -------- | -------- | ------- | ------- | ------- | ------- | ------- | ------- | ------- | ------- | ------- | ------- | ------- |  |
| 1     | Anamaria | Ann      | Ann     | Ann     | Anna    | Ann     | Liz     | Chris   | Kayla   | Kayla   | Ann     | Ann     |         |  |
| 2     | Kendal   | Kendal   | Kayla   | Kacey   | Kayla   | Jane    | Kayla   | Jane    | Jane    | Chelsey | Chelsey | Chelsey |         |  |
| 3     | Rhianna  | Chelsey  | Chelsey | Chris   | Chelsey | Kendal  | Ann     | Chelsey | Chelsey | Ann     | Jane    |         |         |  |
| 4     | Chris    | Kayla    | Kacey   | Esther  | Liz     | Esther  | Chelsey | Kayla   | Ann     | Jane    | Kayla   |         |         |  |
| 5     | Jane     | Lexie    | Kendal  | Lexie   | Chris   | Chelsey | Chris   | Liz     | Chris   | Chris   |         |         |         |  |
| 6     | Chelsey  | Liz      | Rhianna | Kayla   | Kendal  | Chris   | Jane    | Ann     | Liz     |         |         |         |         |  |
| 7     | Liz      | Jane     | Chris   | Kendal  | Esther  | Liz     | Esther  | Esther  |         |         |         |         |         |  |
| 8     | Sara     | Esther   | Liz     | Jane    | Kacey   | Kayla   | Kendal  |         |         |         |         |         |         |  |
| 9     | Lexie    | Chris    | Jane    | Chelsey | Jane    | Kacey   |         |         |         |         |         |         |         |  |
| 10    | Esther   | Kacey    | Esther  | Liz     | Lexie   |         |         |         |         |         |         |         |         |  |
| 11    | Kacey    | Rhianna  | Lexie   | Rhianna |         |         |         |         |         |         |         |         |         |  |
| 12    | Kayla    | Sara     | Sara    |         |         |         |         |         |         |         |         |         |         |  |
| 13    | Ann      | Terra    | Terra   |         |         |         |         |         |         |         |         |         |         |  |
| 14    | Terra    | Anamaria |         |         |         |         |         |         |         |         |         |         |         |  |

- Nell'episodio 1 vengono scelte le 14 finaliste, ma l'ordine di chiamata è casuale.
- Nell'episodio 3, Terra viene eliminata subito dopo i makeover.
- L'episodio 12 è il riassunto dei precedenti.

     La concorrente è stata eliminata
     La concorrente è stata eliminata al di fuori della puntata in studio
     La concorrente ha vinto la competizione

### Servizi fotografici
- Episodio 1: In coppia vestite Cynthia Rowley (Casting).
- Episodio 2: Bullismo.
- Episodio 3: Angeli caduti.
- Episodio 4: Sott'acqua.
- Episodio 5: Lucha libre
- Episodio 6: Passeggiando a Rodeo Drive, Beverly Hills.
- Episodio 7: Impersonando icone della moda.
- Episodio 8: Pubblicità acqua minerale H2T su pattini a rotelle.
- Episodio 9: Foto di gruppo sulla gondola con Casanova.
- Episodio 10: Statue di marmo che prendono vita.
- Episodio 11: Modelle folli.
- Episodio 13: Pubblicità CoverGirl Lash Blast Fusion e copertina per Vogue Italia